# 扣带沟
扣带沟（英文：Cingulate sulcus）是扣带皮层在大脑半球内侧面的一个脑沟，位于扣带回上方。扣带沟与胼胝体的表面平行。
在底部，扣带沟将扣带回与额叶、顶叶隔开；在上部，扣带沟的一个分支是缘沟、分隔了中央旁小叶和楔前叶，而另一个分支是中央旁沟、分隔了额内回和中央旁小叶。

## 图像

扣带沟位于红色标记处
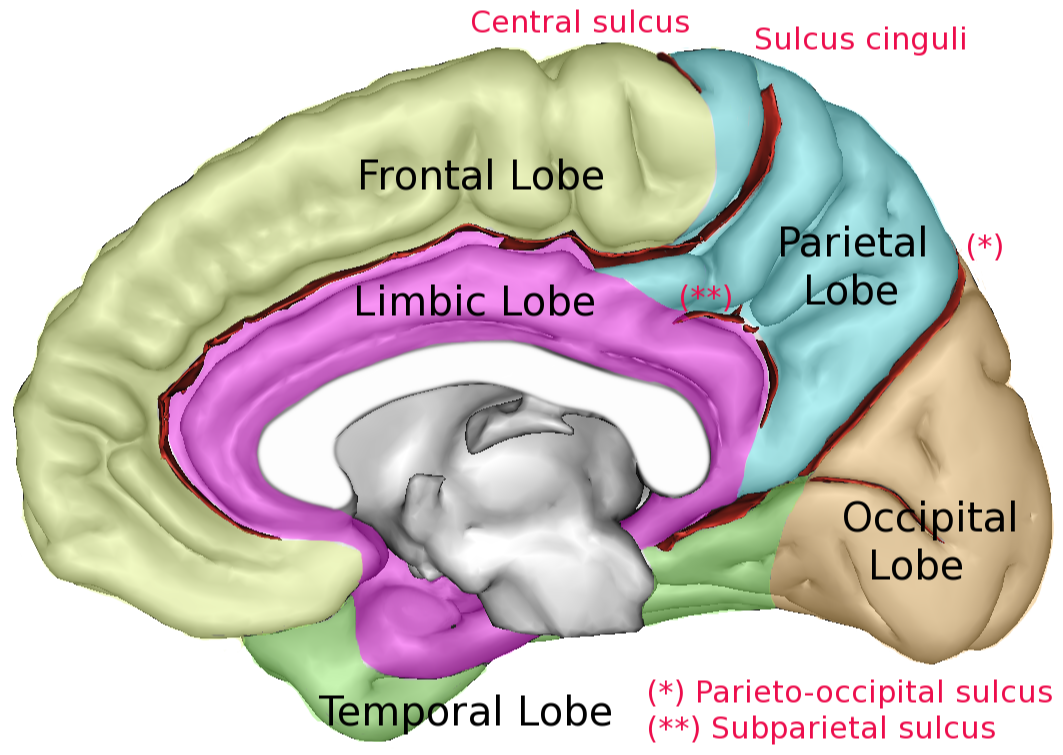
右侧大脑半球内侧面